# Heterischnus nigrinus
Heterischnus nigrinus là một loài tò vò trong họ Ichneumonidae.